# Gerhard Amendt
Gerhard Amendt (Francoforte sul Meno, 8 giugno 1939) è un sociologo tedesco.

## Biografia
Amendt ha studiato sociologia a Francoforte sul Meno e a Londra. Durante i suoi studi era attivista della Lega tedesca degli studenti socialisti.
Amendt ha pubblicato libri e saggi sul benessere dei bambini e sull'aborto. In un articolo su Die Welt, ha sostenuto che la violenza domestica ha origine in egual misura da entrambi i membri della coppia e ha proposto che i centri di consulenza specialistica per le famiglie con conflitti violenti non risolti dovrebbero sostituire "i rifugi delle donne", ossia i centri di accoglienza per le donne che sfuggono alla violenza domestica  e presenti in vari paesi del mondo occidentale.
Amendt è considerato una figura chiave e un leader intellettuale nel movimento per i diritti degli uomini; è il fratello gemello di Günter Amendt.
Fino al suo pensionamento nel 2003, è stato professore presso l'Istituto di genere e ricerca generazionale (Instituts für Geschlechter- und Generationenforschung) presso l'Università di Brema.